# Intervalo de massa
Na teoria quântica de campos, o intervalo de massa é a diferença entre a energia do vácuo e próximo menor estado de energia possível. A energia do vácuo pode ser definida por zero, e assumindo que todos estados de energia podem ser descritos como partículas em funções de onda, o intervalo de massa é a massa da partícula mais leve.
Já que a energia exata do valor próprio é infinitamente espalhada, logo excluída de uma descrição matemática formal, uma descrição mais apurada é que o intervalo de massa é a energia ínfima de qualquer estado que seja ortogonal em relação ao vácuo.

## Definição
Para um dado campo real {\displaystyle \phi (x)}, pode-se dizer que a teoria possui um intervalo de massa se uma qualquer de dois pontos possui a propriedade
{\displaystyle \langle \phi (0,t)\phi (0,0)\rangle \sim \sum _{n}A_{n}\exp \left(-\Delta _{n}t\right)}
onde {\displaystyle \Delta _{0}>0} é o menor valor energético no espectro do hamiltoniano, ou seja, é o intervalo de massa. Esta quantidade, facilmente generalizada para outros campos, é uma medida generalizada na teoria do retículo gauge. Isto foi matematicamente provado desta forma que pela teoria de Yang-Mills se desenvolve um intervalo de massa. O propagador terá a propriedade
{\displaystyle \lim _{p\rightarrow 0}\Delta (p)=\mathrm {constante} }
sendo a constante finita. Um exemplo típico é oferecido por uma partícula massiva e livre, neste caso, a constante possui o valor {\displaystyle 1/{m^{2}}}. No mesmo limite, o propagador para a partícula sem massa será singular.

## Exemplo
Um exemplo de intervalo de massa para teorias de partículas sem massa, pode ser visto na quebra espontânea de simetria ou no mecanismo de Higgs. No primeiro caso, tem-se que lidar com a aparência de excitações sem massa, Bóson de Goldstone, que são removidos pelo último caso devido a liberdade de gauge. A quantização preserva esta propriedade.
Um quark escalar sem massa pela teoria quântica de campos desenvolve um intervalo de massa de níveis clássicos. Então considere-se
{\displaystyle \Box \phi +\lambda \phi ^{3}=0.}
esta equação possui a seguinte solução
{\displaystyle \phi (x)=\mu \left({\frac {2}{\lambda }}\right)^{\frac {1}{4}}{\rm {sn}}\left(p\cdot x+\theta ,-1\right)}
onde {\displaystyle \mu } e {\displaystyle \theta } possuem integrais constantes e {\displaystyle sn} é uma função elíptica de Jacobi, fornece
{\displaystyle p^{2}=\mu ^{2}{\sqrt {\frac {\lambda }{2}}}.}

## Representação de Källén-Lehmann
Se a representação espectral de Källén-Lehmann se confirmar, neste estágio se excluiria as teorias de gauge, pois a função de densidade espectral pode ser descrita de forma simples com um espectro discreto com um intervalo de massa
{\displaystyle \rho (\mu ^{2})=\sum _{n=1}^{N}Z_{n}\delta (\mu ^{2}-m_{n}^{2})+\rho _{c}(\mu ^{2})}
onde {\displaystyle \rho _{c}(\mu ^{2})} é a contribuição das partículas do espectro. Neste caso o propagador terá a seguinte forma
{\displaystyle \Delta (p)=\sum _{n=1}^{N}{\frac {Z_{n}}{p^{2}-m_{n}^{2}+i\epsilon }}+\int _{4m_{N}^{2}}^{\infty }d\mu ^{2}\rho _{c}(\mu ^{2}){\frac {1}{p^{2}-\mu ^{2}+i\epsilon }}}
sendo {\displaystyle 4m_{N}^{2}} aproximadamente o ponto inicial do setor de partículas. Agora, utilizando-se o facto que
{\displaystyle \int _{0}^{\infty }d\mu ^{2}\rho (\mu ^{2})=1}
Obtém-se a seguinte conclusão para as constantes na densidade espectral
{\displaystyle 1=\sum _{n=1}^{N}Z_{n}+\int _{0}^{\infty }d\mu ^{2}\rho _{c}(\mu ^{2})}.
É importante enfatizar que esta representação ainda não foi comprovada numa teoria de gauge,